# Hypokondri
Hypokondri innebär en ogrundad övertygelse om, eller överdriven rädsla för, att själv ha eller utveckla en svår sjukdom. 
I vardagligt tal används begreppet ofta synonymt med hälsoångest, nosomani och inbillningssjuka.
Hypokondri skiljer sig från simulering och Münchhausens syndrom, där patienten medvetet förfalskar sjukdomssymptom.

## Etymologi
Ordet hypokondri kommer från hypokondrium, från klassisk grekiska ὑποχόνδριος (hýpochóndrios), ’som ligger under revbensbrosken’. Det var därifrån man först trodde att hypokondrin hade sitt ursprung.

## Hypokondri som psykiatrisk diagnos
Utöver den vardagliga betydelsen kan "hypokondri" även åsyfta en psykiatrisk diagnos.
Enligt diagnossystemet ICD-10 klassificeras hypokondri (F45.2) som ett somatoformt syndrom. För att ställa diagnosen hypokondri enligt ICD-10 krävs följande:
1. (a) en ihållande övertygelse om att minst en allvarlig fysisk sjukdom ligger bakom aktuella symptom, trots att upprepade medicinska undersökningar ej kunnat påvisa detta, alternativt (b) en ihållande upptagenhet med en upplevd avvikelse eller deformation
2. en ovillighet att acceptera läkares rådgivning och försäkran om att ingen fysisk sjukdom ligger bakom symptomen

Hypokondri ingick tidigare även i diagnossystemet Diagnostic and Statistical Manual of Mental Disorders (DSM), senast i DSM-IV, men har nu strukits. I diagnossystemets nyaste version (DSM-5) specificeras istället diagnoserna kroppssyndrom (300.82) och sjukdomsångest (300.7).
Trots att hypokondri, både i ICD-10 och gamla DSM-versioner, tillhör de somatoforma syndromen har många forskare och kliniker argumenterat för att hypokondri bör betraktas som ett ångestsyndrom.

## Behandling
Hypokondri ansågs länge vara svårbehandlat, men synen på problemet är idag mer optimistisk.
Den mest väletablerade behandlingen för hypokondri är kognitiv beteendeterapi (KBT). KBT för hälsoångest och hypokondri kan förmedlas både som individualterapi, i gruppformat och genom självhjälpslitteratur.
Det är också möjligt att förmedla effektiv KBT för hälsoångest och hypokondri via internet med goda långtidseffekter. Denna metod har utprovats av svenska forskare vid Karolinska Institutet och Internetpsykiatrienheten vid Karolinska Universitetssjukhuset i Huddinge.
Lovande fynd har även gjorts med vissa läkemedel.